# LA Women's Tennis Championships 2009
Il LA Women's Tennis Championships 2009 è stato un torneo di tennis giocato sul cemento.
È stata la 36ª edizione del LA Women's Tennis Championships, che fa parte della categoria Premier nell'ambito del WTA Tour 2009.
Si è giocato al Home Depot Center di Carson, vicino a Los Angeles negli Stati Uniti, dal 2 al 9 agosto 2009. È stato il 2° evento femminile delle US Open Series 2009.

## Partecipanti
| Giocatrice          | Ranking* | Testa di serie |
| ------------------- | -------- | -------------- |
| Dinara Safina       | 1        | 1              |
| Vera Zvonarëva      | 7        | 2              |
| Viktoryja Azaranka  | 8        | 3              |
| Caroline Wozniacki  | 9        | 4              |
| Nadia Petrova       | 10       | 5              |
| Ana Ivanović        | 11       | 6              |
| Dominika Cibulková  | 12       | 7              |
| Agnieszka Radwańska | 13       | 8              |
| Marion Bartoli      | 14       | 9              |
| Flavia Pennetta     | 15       | 10             |
| Virginie Razzano    | 17       | 11             |
| Li Na               | 18       | 12             |
| Samantha Stosur     | 20       | 13             |
| Jie Zheng           | 22       | 14             |
| Kaia Kanepi         | 23       | 15             |
| Francesca Schiavone | 24       | 16             |

- Ranking al 27 luglio 2009.

### Altre partecipanti
Giocatrici che hanno ricevuto una Wild card:
- Vania King
- Coco Vandeweghe
- Michelle Larcher de Brito

Giocatrici passate dalle qualificazioni:
- Jill Craybas
- Melanie Oudin
- Chanelle Scheepers
- Michaëlla Krajicek
- Carly Gullickson
- Ol'ga Savčuk
- Anastasija Rodionova
- Kimiko Date Krumm

Giocatrici Lucky loser:
- Varvara Lepchenko

## Campioni

### Singolare
Flavia Pennetta ha battuto in finale  Samantha Stosur con il punteggio di 6–4, 6–3.

### Doppio
Chia-Jung Chuang /  Zi Yan hanno battuto in finale  Marija Kirilenko /  Agnieszka Radwańska con il punteggio di 6–0, 4–6, 10–7.